# Roman Jakobson
Roman Osipovitsj Jakobson (Russisch: Роман Осипович Якобсон) (Moskou, 11 oktober 1896 - Boston, 18 juli 1982) was een taalkundige van Russische herkomst die een voorname rol heeft gespeeld in het Russisch formalisme. Hij heeft na de Russische Revolutie onder andere in Tsjechië, Scandinavië en de Verenigde Staten geleefd en gewerkt. Hij geldt als een van de grondleggers van de moderne taalwetenschap. Zijn werk, dat geschreven werd in onder meer het Russisch, het Duits, het Frans, het Engels, het Tsjechisch, het Pools en nog enkele talen, heeft ook invloed gehad op de studie van cultuuruitingen zoals poëzie en film.

## Leven
Jakobson studeerde taalwetenschap in Moskou, bewoog zich in de vriendenkring van Vladimir Majakovski en Lili Brik (was verliefd op haar zuster Elsa), maar vertrok op 24-jarige leeftijd naar Praag, waar hij in aanraking kwam met een bloeiend intellectueel leven, en hij uiteindelijk medeoprichter werd van de zogenoemde Praagse school, samen met Nikolaj Troebetskoj en enkele anderen. Hiermee werd hij een van de grondleggers van het structuralisme, een van de belangrijkste stromingen in de twintigste-eeuwse taalwetenschap. Nadat de Duitsers in 1939 Tsjechoslowakije binnenvielen, vluchtte de (joodse en links-georiënteerde) Jakobson naar Scandinavië - eerst naar Denemarken en vervolgens naar Zweden. In 1941 kwam hij uiteindelijk in de Verenigde Staten terecht, waar hij hoogleraar zou worden op Harvard en aan het MIT en waar hij in 1982 zou overlijden.

## Werk
Jakobson heeft een grote invloed gehad op tal van wetenschapsgebieden.

### Functies van de taal
Taalfilosofisch was een van zijn belangrijkste bijdragen het onderscheid dat hij maakte tussen zes functies van taal:
|   | functie      | omschrijving                                             | voorbeeld                                |
| - | ------------ | -------------------------------------------------------- | ---------------------------------------- |
| 1 | referentieel | het overdragen van informatie over de wereld om ons heen |                                          |
| 2 | poëtisch     | het uitdrukken van de schoonheid van de taal zelf        |                                          |
| 3 | emotief      | het uitdrukken van (de gevoelens van) de spreker         |                                          |
| 4 | conatief     | het veroorzaken van handelingen bij de luisteraar        | (bijvoorbeeld door middel van een bevel) |
| 5 | fatisch      | het controleren van het spraakkanaal zelf                | ('hoort u mij?')                         |
| 6 | metatalig    | het spreken over de taal zelf                            | ('wat was dat laatste woord?')           |

Deze lijst wordt nog altijd beschouwd als het meest bruikbare overzicht van functies van taal.

### Communicatie
Jakobson heeft ook een communicatiemodel ontwikkeld dat er als volgt uitziet:
Een zender codeert een boodschap in een code. Hij stuurt die intentioneel via een medium naar een ontvanger die de boodschap decodeert. De boodschap moet een context hebben waarnaar verwezen kan worden en die begrijpelijk is voor de ontvanger.
| Een voorbeeld van communicatie: | Een voorbeeld van communicatie:                                                              |
| --- | -------------------------------------------------------------------------------------------- |
| Zender | Thomas                                                                                       |
| Code | Nederlands                                                                                   |
| Medium | Een uitnodiging                                                                              |
| Boodschap | Jullie zijn uitgenodigd voor mijn verjaardagsfeestje op 7 december 2009 om 19u bij mij thuis |
| Ontvanger | Mensen die het kaartje in de bus krijgen                                                     |
| Context | Thomas wordt 19 jaar en hij geeft een feestje voor zijn beste vrienden                       |
| Het is werkelijk de bedoeling van Thomas om zijn vrienden uit te nodigen (→ intentioneel), we kunnen dus van communicatie spreken. |                                                                                              |

### Fonologie
Op het gebied van de fonologie had Jakobson onder andere grote invloed doordat hij het begrip fonologisch kenmerk introduceerde: spraakklanken (klinkers en medeklinkers) zijn niet de kleinste bouwstenen van taal, maar ze zijn zelf weer opgebouwd uit nog kleinere eenheden, die bijvoorbeeld corresponderen met instructies aan de spraakorganen. Een voorbeeld van een kenmerk is [+stem]: een instructie aan de stembanden om te gaan trillen. Klanken als de (Nederlandse) b, d en z hebben dit kenmerk. Via Jakobsons student Morris Halle kwam het begrip fonologisch kenmerk uiteindelijk ook terecht in de generatieve taalkunde.
In de ogen van Jakobson waren fonologische kenmerken essentieel en konden ze gebruikt worden om te verklaren hoe kinderen talen leren, hoe afatici hun taal verliezen en waarom alle talen van de wereld op sommige punten zo op elkaar lijken. Doordat hij enige tijd samenwerkte met Claude Lévi-Strauss had hij ook invloed op de antropologie en andere cultuurwetenschappen. Met name zijn interesse in de innerlijke taal verdient vermelding: Jakobson formuleerde de hypothese dat bij de productie van neologismen in de droom de liquidae verdwijnen (zie Kindersprache, Aphasie und Lautgesetze).

## Titels van enkele representatieve werken
- Remarques sur l' évolution phonologique du russe (1929)
- Charakteristitsjke jevraziejskogo jazykovogo sojoeza (1931)

- Zur Struktur des russischen Verbums (1932)
- Kindersprache, Aphasie und allgemeine Lautgesetze (1941)
- Preliminaries to Speech Analysis (met G. Fant en M. Halle, 1952)
- Fundamentals of Language (met M. Halle, 1956)
- Poetik & Lingvistik (1958), (PAN/Nordstedts, 1974)
- Phonological Studies (1971)
- Dialogues (met echtgenote en collega Krystyna Pomorska, 1983)
- Selected Writings (1-8, 1962-84)

- Bibsys: 90060349
- Biblioteca Nacional de Chile: 000043050
- Biblioteca Nacional de España: XX1032821
- Bibliothèque nationale de France: cb119085187 (data)
- Catàleg d'autoritats de noms i títols de Catalunya: 981061044971206706
- CiNii: DA00238319
- Gemeinsame Normdatei: 118711598
- International Standard Name Identifier: 0000 0001 2134 787X
- Library of Congress Control Number: n78078780
- Nationale Bibliotheek van Letland: 000105383
- Mathematics Genealogy Project: 176931
- Bibliotheek van het Japanse parlement: 00444474
- Nationale Bibliotheek van Tsjechië: jk01050675
- Nationale bibliotheek van Australië: 35241388
- Nationale Bibliotheek van Israël: 987007263342005171
- Nationale Bibliotheek van Polen: a0000001212827
- Nationale en Universitaire bibliotheek Zagreb: 000010563
- Nederlandse Thesaurus van Auteursnamen: 068461704
- Réseau des bibliothèques de Suisse occidentale: 02-A000093211
- Russische Staatsbibliotheek: 000046236
- Istituto Centrale per il Catalogo Unico: CFIV034044
- LIBRIS: 64136
- SNAC: w6c2552s
- Système universitaire de documentation: 026934329
- Trove: 878467
- Virtual International Authority File: 59084146
- WorldCat: E39PBJmP3pmRVPPwpFWxwHMHG3